# Mark Bender
Mark Bender  (* 26. August 1959 in Neumarkt in der Oberpfalz) ist ein deutscher Liedermacher und Countrysänger, Textdichter Komponist, Songschreiber und Produzent. 

## Erfolge
Mark Bender hatte Auftritte bei mehreren deutschen Sendern wie Premiere, ZDF und MDR und bei Countryfestivals. Er gewann mehrfach den Preis "Bester Countrysänger des Jahres" und als erster Nicht-Amerikaner den American Horizon Award sowie andere musikalische Preise für seine Tätigkeit als Interpret bzw. als Textdichter. Er erhielt mehrere Goldene Schallplatten und konnte sich mit vielen Alben, in welchen er als Textdichter beteiligt war, in den offiziellen Deutschen Album Charts platzieren, unter anderem mit Oonagh, Voxxclub, Roland Kaiser, Nicole, Nicki, Claudia Jung, Amigos, Andrea Jürgens, Olaf der Flipper und vielen mehr. Insgesamt schrieb er zwischen 1994 und 2018 ca. 3500 Titel, von denen knapp 3000 auf CD veröffentlicht sind. Außerdem schrieb er die Club-Hymmne des 1. FC Nürnberg „Die Legende lebt“.
Gemeinsam mit dem Musikproduzenten Pete Winter gründete er, abseits seiner Karriere als Countrysänger, 2017 das Musikprojekt RIESENHERZ. Die beiden Songwriter produzierten unter diesem Namen das Album „Licht hinterm Meer“, welches sich musikalisch im Bereich deutschsprachiger New Age Popmusik bewegt. Alle Songs des Albums wurden von Mark Bender und Pete Winter geschrieben.